# قلعه بهره شهرستان
قلعه بهره شهرستان مربوط به سده‌ها اولیه دوران‌های تاریخی پس از اسلام است و در شهرستان لارستان، بخش بنارویه، جنوب شرقی شهر بنارویه، منتهی الیه ساختمانهای مسکونی شهر واقع شده و با شمارهٔ ثبت ۲۶۶۳۰ به‌عنوان یکی از آثار ملی ایران به ثبت رسیده است.